# Campeonato Ecuatoriano de Fútbol Serie B 1991
El Campeonato Ecuatoriano de Fútbol Serie B 1991, conocido oficialmente como «Campeonato Nacional de Fútbol Serie B 1991», fue la 25.ª y 26.ª edición del Campeonato nacional de fútbol profesional en Ecuador si se cuentan como torneos cortos y 14.ª en años. El torneo fue organizado por la Federación Ecuatoriana de Fútbol y contó con la participación de ocho clubes de fútbol. En este torneo tuvo su debut el cuadro del Green Cross logró el ascenso a mitad de año para jugar en la Segunda etapa del Campeonato Ecuatoriano de Fútbol 1991 y el retorno del cuadro del Aucas para jugar en la segunda mitad del año en la segunda etapa de la Serie B, y coronarse campeón de la misma etapa en la Serie B y logró el ascenso a final de la temporada para jugar en el Campeonato Ecuatoriano de Fútbol 1992.
El Green Cross obtuvo su primer título de la Serie B en la Primera etapa, mientras que el cuadro del Aucas obtuvo por segunda vez el título de la Serie B en la Segunda etapa.

## Sistema de juego
El Campeonato Ecuatoriano de la Serie B 1991 se jugó de la siguiente manera.
Primera etapa
Se jugó con 8 equipos en encuentros de ida y vuelta en un total de 14 fechas de las cuales el equipo con mayor cantidad de puntos sería considerado como campeón de la primera etapa de la Serie B y jugaría la segunda mitad del año en la 2.ª etapa del Campeonato Ecuatoriano de Fútbol 1991.
Segunda etapa
Se jugó con 8 equipos en encuentros de ida y vuelta en un total de 14 fechas de las cuales el equipo con mayor cantidad de puntos sería considerado como campeón de la segunda etapa de la Serie B y jugaría en el Campeonato Ecuatoriano de Fútbol 1992, mientras que en para el descenso sería el primer descenso sería para el equipo que quede en los 2 últimos lugares de los dos torneos mientras que el segundo equipo saldría entre la disputa de los juegos de promoción entre el equipo que terminó en mejor ubicación entre los que terminaron en los dos últimos puestos de la primera etapa durante la segunda etapa y el equipo que terminase último de la misma.

## Primera etapa

### Relevo semestral de clubes
| Pos. | de la Segunda etapa de la Serie A |
| ---- | --------------------------------- |
| 1º   | Aucas                             |

| Pos. | de la Segunda etapa de la Serie B |
| ---- | --------------------------------- |
| 1º   | Juvenil                           |

| Pos. | de la Serie B          |
| ---- | ---------------------- |
| 1º   | River Plate (Riobamba) |
| 2º   | Juventus               |

| Pos. | de la Segunda Categoría |
| ---- | ----------------------- |
| 1º   | Green Cross             |
| 2º   | Espoli                  |

### Equipos participantes
| Equipo             | Ciudad                                                        | Provincia                      |
| ------------------ | ------------------------------------------------------------- | ------------------------------ |
| Aucas              | Quito                                                         | Bandera de Pichincha Pichincha |
| Audaz Octubrino    | Machala                                                       | El Oro                         |
| Calvi              | Guayaquil                                                     | Guayas                         |
| Deportivo Quevedo  | Quevedo                                                       | Los Ríos                       |
| Espoli             | Quito                                                         | Bandera de Pichincha Pichincha |
| Green Cross        | [[Archivo:\|20x20px\|border\|Bandera de Manta]] Manta         | Manabí                         |
| Liga de Loja       | [[Archivo:\|20x20px\|border\|Bandera de Loja (Ecuador)]] Loja | Loja                           |
| Liga de Portoviejo | Portoviejo                                                    | Manabí                         |

### Equipos por ubicación geográfica
| Provincia | N.º | Equipos                            |
| --------- | --- | ---------------------------------- |
| Manabí    | 2   | - Green Cross - Liga de Portoviejo |
| Pichincha | 2   | - Aucas - Espoli                   |
| El Oro    | 1   | - Audaz Octubrino                  |
| Guayas    | 1   | - Calvi                            |
| Loja      | 1   | - Liga de Loja                     |
| Los Ríos  | 1   | - Deportivo Quevedo                |

| Green Cross Liga de Portoviejo Audaz Octubrino Calvi Deportivo Quevedo Espoli Aucas Liga de Loja |

### Partidos y resultados
| Fecha 1            | Fecha 1   | Fecha 1           |
| Equipo Local       | Resultado | Equipo Visitante  |
| ------------------ | --------- | ----------------- |
| Calvi              | 0 - 2     | Green Cross       |
| Audaz Octubrino    | 3 - 1     | Deportivo Quevedo |
| Liga de Portoviejo | 2 - 1     | Aucas             |
| Espoli             | 1 - 0     | Liga de Loja      |

| Fecha 2           | Fecha 2   | Fecha 2            |
| Equipo Local      | Resultado | Equipo Visitante   |
| ----------------- | --------- | ------------------ |
| Green Cross       | 3 - 0     | Audaz Octubrino    |
| Deportivo Quevedo | 1 - 2     | Espoli             |
| Liga de Loja      | 1 - 2     | Liga de Portoviejo |
| Aucas             | 1 - 1     | Calvi              |

| Fecha 3            | Fecha 3   | Fecha 3           |
| Equipo Local       | Resultado | Equipo Visitante  |
| ------------------ | --------- | ----------------- |
| Calvi              | 1 - 1     | Liga de Loja      |
| Audaz Octubrino    | 2 - 0     | Aucas             |
| Liga de Portoviejo | 5 - 2     | Deportivo Quevedo |
| Espoli             | 2 - 0     | Green Cross       |

| Fecha 4           | Fecha 4   | Fecha 4            |
| Equipo Local      | Resultado | Equipo Visitante   |
| ----------------- | --------- | ------------------ |
| Green Cross       | 0 - 0     | Liga de Portoviejo |
| Deportivo Quevedo | 0 - 3     | Calvi              |
| Liga de Loja      | 1 - 0     | Audaz Octubrino    |
| Aucas             | 1 - 1     | Espoli             |

| Fecha 5         | Fecha 5   | Fecha 5            |
| Equipo Local    | Resultado | Equipo Visitante   |
| --------------- | --------- | ------------------ |
| Calvi           | 3 - 3     | Espoli             |
| Green Cross     | 3 - 1     | Liga de Loja       |
| Audaz Octubrino | 1 - 2     | Liga de Portoviejo |
| Aucas           | 4 - 0     | Deportivo Quevedo  |

| Fecha 6            | Fecha 6   | Fecha 6          |
| Equipo Local       | Resultado | Equipo Visitante |
| ------------------ | --------- | ---------------- |
| Deportivo Quevedo  | 0 - 4     | Green Cross      |
| Liga de Portoviejo | 2 - 1     | Calvi            |
| Liga de Loja       | 1 - 1     | Aucas            |
| Espoli             | 2 - 1     | Audaz Octubrino  |

| Fecha 7            | Fecha 7   | Fecha 7          |
| Equipo Local       | Resultado | Equipo Visitante |
| ------------------ | --------- | ---------------- |
| Deportivo Quevedo  | 0 - 2     | Liga de Loja     |
| Audaz Octubrino    | 0 - 0     | Espoli           |
| Liga de Portoviejo | 0 - 0     | Espoli           |
| Aucas              | 2 - 2     | Green Cross      |

| Fecha 8           | Fecha 8   | Fecha 8            |
| Equipo Local      | Resultado | Equipo Visitante   |
| ----------------- | --------- | ------------------ |
| Green Cross       | 2 - 1     | Calvi              |
| Deportivo Quevedo | 0 - 1     | Audaz Octubrino    |
| Liga de Loja      | 1 - 0     | Espoli             |
| Aucas             | 0 - 0     | Liga de Portoviejo |

| Fecha 9            | Fecha 9   | Fecha 9           |
| Equipo Local       | Resultado | Equipo Visitante  |
| ------------------ | --------- | ----------------- |
| Calvi              | 1 - 1     | Aucas             |
| Audaz Octubrino    | 1 - 0     | Green Cross       |
| Liga de Portoviejo | 3 - 1     | Liga de Loja      |
| Espoli             | 3 - 0     | Deportivo Quevedo |

| Fecha 10          | Fecha 10  | Fecha 10           |
| Equipo Local      | Resultado | Equipo Visitante   |
| ----------------- | --------- | ------------------ |
| Deportivo Quevedo | 1 - 0     | Liga de Portoviejo |
| Green Cross       | 4 - 1     | Espoli             |
| Liga de Loja      | 1 - 0     | Calvi              |
| Aucas             | 4 - 1     | Audaz Octubrino    |

| Fecha 11           | Fecha 11  | Fecha 11          |
| Equipo Local       | Resultado | Equipo Visitante  |
| ------------------ | --------- | ----------------- |
| Calvi              | 4 - 1     | Deportivo Quevedo |
| Liga de Portoviejo | 0 - 2     | Green Cross       |
| Audaz Octubrino    | 1 - 1     | Liga de Loja      |
| Espoli             | 0 - 1     | Aucas             |

| Fecha 12           | Fecha 12  | Fecha 12         |
| Equipo Local       | Resultado | Equipo Visitante |
| ------------------ | --------- | ---------------- |
| Deportivo Quevedo  | 2 - 3     | Aucas            |
| Liga de Portoviejo | 2 - 0     | Audaz Octubrino  |
| Liga de Loja       | 1 - 0     | Green Cross      |
| Espoli             | 1 - 1     | Calvi            |

| Fecha 13        | Fecha 13  | Fecha 13           |
| Equipo Local    | Resultado | Equipo Visitante   |
| --------------- | --------- | ------------------ |
| Calvi           | 3 - 2     | Liga de Portoviejo |
| Green Cross     | 2 - 0     | Deportivo Quevedo  |
| Audaz Octubrino | 2 - 0     | Espoli             |
| Aucas           | 1 - 2     | Liga de Loja       |

| Fecha 14        | Fecha 14  | Fecha 14           |
| Equipo Local    | Resultado | Equipo Visitante   |
| --------------- | --------- | ------------------ |
| Calvi           | 1 - 0     | Audaz Octubrino    |
| Green Cross (C) | 2 - 0     | Aucas              |
| Liga de Loja    | 1 - 0     | Deportivo Quevedo  |
| Espoli          | 1 - 0     | Liga de Portoviejo |

### Tabla de posiciones
|  |  |    | Equipo             | PJ | PG | PE | PP | GF | GC | DG  | PTS |
|  |  | -- | ------------------ | -- | -- | -- | -- | -- | -- | --- | --- |
|  |  | 1. | Green Cross        | 14 | 9  | 2  | 3  | 26 | 9  | +17 | 20  |
|  |  | 2. | Liga de Portoviejo | 14 | 7  | 3  | 4  | 20 | 14 | +6  | 17  |
|  |  | 3. | Liga de Loja       | 14 | 7  | 3  | 4  | 15 | 13 | +2  | 17  |
|  |  | 4. | Espoli             | 14 | 6  | 4  | 4  | 17 | 15 | +2  | 16  |
|  |  | 5. | Aucas              | 14 | 4  | 6  | 4  | 20 | 17 | +3  | 14  |
|  |  | 6. | Calvi              | 14 | 4  | 5  | 5  | 22 | 20 | +2  | 13  |
|  |  | 7. | Audaz Octubrino    | 14 | 6  | 1  | 7  | 16 | 19 | -3  | 13  |
|  |  | 8. | Deportivo Quevedo  | 14 | 1  | 0  | 13 | 8  | 37 | -25 | 2   |

PJ = Partidos jugados; PG = Partidos ganados; PE = Partidos empatados; PP = Partidos perdidos; GF = Goles a favor; GC = Goles en contra; DG = Diferencia de gol; PTS = Puntos
|  | Campeón, ascendió a la Segunda etapa de la Serie A 1991. |

### Campeón
|                                                                        |
| Green Cross 1.er título Ascendió a la Segunda etapa de la Serie A 1991 |

## Segunda etapa

### Relevo semestral de clubes
| Pos. | de la Primera etapa de la Serie A |
| ---- | --------------------------------- |
| 12º  | Macará                            |

| Pos. | de la Primera etapa de la Serie B |
| ---- | --------------------------------- |
| 1º   | Green Cross                       |

### Equipos participantes
| Equipo             | Ciudad                                                        | Provincia                      |
| ------------------ | ------------------------------------------------------------- | ------------------------------ |
| Aucas              | Quito                                                         | Bandera de Pichincha Pichincha |
| Audaz Octubrino    | Machala                                                       | El Oro                         |
| Calvi              | Guayaquil                                                     | Guayas                         |
| Deportivo Quevedo  | Quevedo                                                       | Los Ríos                       |
| Espoli             | Quito                                                         | Bandera de Pichincha Pichincha |
| Liga de Loja       | [[Archivo:\|20x20px\|border\|Bandera de Loja (Ecuador)]] Loja | Loja                           |
| Liga de Portoviejo | Portoviejo                                                    | Manabí                         |
| Macará             | Ambato                                                        | Tungurahua                     |

### Equipos por ubicación geográfica
| Provincia  | N.º | Equipos              |
| ---------- | --- | -------------------- |
| Pichincha  | 2   | - Aucas - Espoli     |
| El Oro     | 1   | - Audaz Octubrino    |
| Guayas     | 1   | - Calvi              |
| Loja       | 1   | - Liga de Loja       |
| Los Ríos   | 1   | - Deportivo Quevedo  |
| Manabí     | 1   | - Liga de Portoviejo |
| Tungurahua | 1   | - Macará             |

| Liga de Portoviejo Audaz Octubrino Calvi Deportivo Quevedo Espoli Aucas Liga de Loja Macará |

### Partidos y resultados
| Fecha 1         | Fecha 1   | Fecha 1            |
| Equipo Local    | Resultado | Equipo Visitante   |
| --------------- | --------- | ------------------ |
| Calvi           | 3 - 1     | Liga de Portoviejo |
| Audaz Octubrino | 3 - 1     | Deportivo Quevedo  |
| Macará          | 1 - 4     | Aucas              |
| Espoli          | 2 - 1     | Liga de Loja       |

| Fecha 2            | Fecha 2   | Fecha 2          |
| Equipo Local       | Resultado | Equipo Visitante |
| ------------------ | --------- | ---------------- |
| Deportivo Quevedo  | 2 - 1     | Espoli           |
| Liga de Portoviejo | 2 - 1     | Audaz Octubrino  |
| Liga de Loja       | 1 - 1     | Macará           |
| Aucas              | 1 - 2     | Calvi            |

| Fecha 3         | Fecha 3   | Fecha 3            |
| Equipo Local    | Resultado | Equipo Visitante   |
| --------------- | --------- | ------------------ |
| Calvi           | 2 - 1     | Liga de Loja       |
| Audaz Octubrino | 0 - 1     | Aucas              |
| Macará          | 3 - 0     | Deportivo Quevedo  |
| Espoli          | 4 - 2     | Liga de Portoviejo |

| Fecha 4            | Fecha 4   | Fecha 4          |
| Equipo Local       | Resultado | Equipo Visitante |
| ------------------ | --------- | ---------------- |
| Deportivo Quevedo  | 1 - 1     | Calvi            |
| Liga de Portoviejo | 5 - 0     | Macará           |
| Liga de Loja       | 4 - 2     | Audaz Octubrino  |
| Aucas              | 1 - 0     | Espoli           |

| Fecha 5            | Fecha 5   | Fecha 5           |
| Equipo Local       | Resultado | Equipo Visitante  |
| ------------------ | --------- | ----------------- |
| Calvi              | 2 - 0     | Espoli            |
| Audaz Octubrino    | 1 - 0     | Macará            |
| Liga de Portoviejo | 1 - 1     | Liga de Loja      |
| Aucas              | 3 - 0     | Deportivo Quevedo |

| Fecha 6           | Fecha 6   | Fecha 6            |
| Equipo Local      | Resultado | Equipo Visitante   |
| ----------------- | --------- | ------------------ |
| Deportivo Quevedo | 1 - 2     | Liga de Portoviejo |
| Liga de Loja      | 1 - 2     | Aucas              |
| Macará            | 1 - 1     | Calvi              |
| Espoli            | 2 - 0     | Audaz Octubrino    |

| Fecha 7           | Fecha 7   | Fecha 7            |
| Equipo Local      | Resultado | Equipo Visitante   |
| ----------------- | --------- | ------------------ |
| Audaz Octubrino   | 1 - 1     | Calvi              |
| Deportivo Quevedo | 1 - 0     | Liga de Loja       |
| Macará            | 1 - 1     | Espoli             |
| Aucas             | 3 - 0     | Liga de Portoviejo |

| Fecha 8            | Fecha 8   | Fecha 8          |
| Equipo Local       | Resultado | Equipo Visitante |
| ------------------ | --------- | ---------------- |
| Liga de Portoviejo | 0 - 0     | Calvi            |
| Deportivo Quevedo  | 0 - 0     | Audaz Octubrino  |
| Liga de Loja       | 0 - 0     | Espoli           |
| Aucas              | 2 - 0     | Macará           |

| Fecha 9         | Fecha 9   | Fecha 9            |
| Equipo Local    | Resultado | Equipo Visitante   |
| --------------- | --------- | ------------------ |
| Calvi           | 1 - 1     | Aucas              |
| Audaz Octubrino | 2 - 5     | Liga de Portoviejo |
| Macará          | 1 - 1     | Liga de Loja       |
| Espoli          | 2 - 1     | Deportivo Quevedo  |

| Fecha 10           | Fecha 10  | Fecha 10         |
| Equipo Local       | Resultado | Equipo Visitante |
| ------------------ | --------- | ---------------- |
| Deportivo Quevedo  | 2 - 1     | Macará           |
| Liga de Portoviejo | 1 - 2     | Espoli           |
| Liga de Loja       | 5 - 0     | Calvi            |
| Aucas              | 3 - 0     | Audaz Octubrino  |

| Fecha 11        | Fecha 11  | Fecha 11           |
| Equipo Local    | Resultado | Equipo Visitante   |
| --------------- | --------- | ------------------ |
| Calvi           | 0 - 0     | Deportivo Quevedo  |
| Audaz Octubrino | 1 - 1     | Liga de Loja       |
| Macará          | 4 - 1     | Liga de Portoviejo |
| Espoli          | 1 - 1     | Aucas              |

| Fecha 12          | Fecha 12  | Fecha 12           |
| Equipo Local      | Resultado | Equipo Visitante   |
| ----------------- | --------- | ------------------ |
| Deportivo Quevedo | 3 - 0     | Aucas              |
| Liga de Loja      | 2 - 0     | Liga de Portoviejo |
| Macará            | 1 - 1     | Audaz Octubrino    |
| Espoli            | 2 - 2     | Calvi              |

| Fecha 13           | Fecha 13  | Fecha 13          |
| Equipo Local       | Resultado | Equipo Visitante  |
| ------------------ | --------- | ----------------- |
| Calvi              | 1 - 1     | Macará            |
| Audaz Octubrino    | 1 - 0     | Espoli            |
| Liga de Portoviejo | 1 - 0     | Deportivo Quevedo |
| Aucas (C)          | 2 - 0     | Liga de Loja      |

| Fecha 14           | Fecha 14  | Fecha 14          |
| Equipo Local       | Resultado | Equipo Visitante  |
| ------------------ | --------- | ----------------- |
| Calvi              | 0 - 1     | Audaz Octubrino   |
| Liga de Portoviejo | 3 - 0     | Aucas             |
| Liga de Loja       | 2 - 2     | Deportivo Quevedo |
| Espoli             | 2 - 1     | Macará            |

### Tabla de posiciones
|  |  |    | Equipo             | PJ | PG | PE | PP | GF | GC | DG  | PTS |
|  |  | -- | ------------------ | -- | -- | -- | -- | -- | -- | --- | --- |
|  |  | 1. | Aucas              | 14 | 9  | 2  | 3  | 24 | 12 | +12 | 20  |
|  |  | 2. | Espoli             | 14 | 6  | 4  | 4  | 19 | 16 | +3  | 16  |
|  |  | 3. | Calvi              | 14 | 4  | 8  | 2  | 16 | 16 | 0   | 16  |
|  |  | 4. | Liga de Portoviejo | 14 | 6  | 2  | 6  | 24 | 22 | +2  | 14  |
|  |  | 5. | Liga de Loja       | 14 | 3  | 6  | 5  | 20 | 17 | +3  | 12  |
|  |  | 6. | Deportivo Quevedo  | 14 | 4  | 4  | 6  | 14 | 19 | -5  | 12  |
|  |  | 7. | Audaz Octubrino    | 14 | 4  | 4  | 6  | 14 | 21 | -7  | 12  |
|  |  | 8. | Macará             | 14 | 2  | 6  | 6  | 16 | 23 | -7  | 10  |

PJ = Partidos jugados; PG = Partidos ganados; PE = Partidos empatados; PP = Partidos perdidos; GF = Goles a favor; GC = Goles en contra; DG = Diferencia de gol; PTS = Puntos
|  | Campeón, ascendió a la Serie A 1992. |

### Campeón
|                                                                |
| Sociedad Deportiva Aucas 2.° título Ascendió a la Serie A 1992 |

## Tabla acumulada
|  |  |    | Equipo             | PJ | PG | PE | PP | GF | GC | DG  | PTS |
|  |  | -- | ------------------ | -- | -- | -- | -- | -- | -- | --- | --- |
|  |  | 1. | Aucas              | 28 | 13 | 8  | 7  | 44 | 29 | +15 | 34  |
|  |  | 2. | Espoli             | 28 | 12 | 8  | 8  | 36 | 30 | +6  | 32  |
|  |  | 3. | Liga de Portoviejo | 28 | 13 | 5  | 10 | 44 | 36 | +8  | 31  |
|  |  | 4. | Liga de Loja       | 28 | 10 | 9  | 9  | 35 | 30 | +5  | 29  |
|  |  | 5. | Calvi              | 28 | 8  | 13 | 7  | 38 | 36 | +2  | 29  |
|  |  | 6. | Audaz Octubrino    | 28 | 10 | 5  | 13 | 30 | 40 | -10 | 25  |
|  |  | 7. | Green Cross        | 14 | 9  | 2  | 3  | 26 | 9  | +17 | 20  |
|  |  | 8. | Deportivo Quevedo  | 28 | 5  | 4  | 19 | 22 | 56 | -34 | 14  |
|  |  | 9. | Macará             | 14 | 2  | 6  | 6  | 16 | 23 | -7  | 10  |

PJ = Partidos jugados; PG = Partidos ganados; PE = Partidos empatados; PP = Partidos perdidos; GF = Goles a favor; GC = Goles en contra; DG = Diferencia de gol; PTS = Puntos
|  | Ascendieron a la Serie A como Campeones. |
|  | Disputaron los Juegos de Promoción.      |
|  | Descendió a la Segunda Categoría.        |

## Juegos de Promoción
La disputaron entre Deportivo Quevedo y Macará, ganando el equipo ambateño.
| Ciudad | Equipo local      | Resultado | Equipo visitante  |
| --- | ----------------- | --------- | ----------------- |
| Quevedo | Deportivo Quevedo | 2 - 1     | Macará            |
| Ambato | Macará            | 2 - 1     | Deportivo Quevedo |
| Guayaquil | Deportivo Quevedo | 0 - 1     | Macará            |
| Macará permaneció en la Serie B al ganar los Juegos de Promoción con el marcador global de 4-3 y Deportivo Quevedo descendió a la Segunda Categoría de 1992. |                   |           |                   |

## Goleador
| Jugador       | Equipo | Goles |
| ------------- | ------ | ----- |
| Félix Salazar | Calvi  | 19    |